# Taguchi Junnosuke
Taguchi Junnosuke (田口 淳之介 Taguchi Junnosuke, Điền Khẩu Thuần Chi Giới) - tên thường gọi là Junno, Taguchi-kun. Junno là người có chiều cao lý tưởng nhất trong nhóm KAT-TUN, Junno rất giỏi nhào lộn và nhảy Tap dance, có thể nói Junno là người nhảy khá nhất nhóm.

## Tiểu sử và bên lề
•	Junno là 1 người có chiều cao lý tưởng nhất trong nhóm KAT-TUN, Junno rất thích nhào lộn. Junno đã từng bị thương và phải làm phẫu thuật vào tháng 2-2004, Junno đã nghỉ hoàn toàn không xuất hiện cho đến tháng 8-2004 trong chương trình Summary of Johnny's.
•	Junno là 1 người tính tình nhẹ nhàng và có trái tim trong sáng và hồn nhiên vô tư lự nhất nhóm nên được các thành viên trong nhóm gọi là "sakura"(người điều hòa không khí căng thẳng).Vì tính hồn nhiên đó Junno thường có những phát biểu gây hậu quả không tốt lắm.Ở một vài topic Junno bị gọi là KY(người không thể cảm nhận không khí xung quanh) nhưng Junno đã từng trả lời phỏng vấn nào đó rằng anh ấy không phải là không biết cảm nhận không khí cung quanh, chỉ l à anh ấy giả vờ không biết mà thôi.
•	Junno có thiên khiếu về thể tháo, khi còn ở trường trung học anh ấy đã học rất nhiều môn thể thao như bóng chày, bóng đá, bóng chuyền, chèo thuyền, tap dance, điền kinh, bóng bàn, Junno còn học piano khi còn nhỏ, Junno cũng có thể chơi trống (năm 2003 trong Pattaya Music Festival ở Thái Lan Junno đã chơi trống)
Lặt vặt với Junno
• Junno gia nhập Johnny’s Entertainment vào ngày 16 tháng 5 năm 1999.
• Năm 2004, Junno bị chấn thương ở đầu gối bên trái và phải làm phẫu thuật vào ngày 13 tháng 2. Junno đã không tham gia vào bất cứ hoạt động nào của nhóm cho đến tận "Summary" vào tháng 8 năm đó.
• Junno là chứ T đầu tiên của KAT-TUN.
• Junno nổi tiếng bởi vẻ đẹp của mình và điệu cười ngây thơ, ngốc nghếch thường được gọi là " nụ cười của Junno " nụ cười thiên thần,happy smile hay sunshine smile.
• Junno nói điểm hấp dẫn của mình là ở đôi mắt vì " chúng biến mất mỗi khi tôi cười".
• Khi còn học tiểu học và trung học, Junno thậm chí còn có cả fan club cho riêng mình.
• Junno là người hay bị bắt nạt ở KAT-TUN(đóng vai người bị bắt nạt thì đúng hơn dù không phải nhỏ nhất nhóm).
• Có thể làm hành động dễ thương một cách tự nhiên hay còn gọi là dễ thương bẩm sinh do fan nhận định.
• Món ăn yêu thích của Junno là paella(cơm Tây Ban Nha). Junno ghét hành và trứng được bảo quản.
• Câu nói yêu thích của Junno là " Tôi có thể thử được không?"
• Gia đình Junno đã chuyển nhà rất nhiều lần khi Junno còn nhỏ. Một lần, khi họ chuyển đến Suji,Kanagawa, Junno đã được đi thuyền lần đầu tiên.
• Giấc mơ thuở nhỏ của Junno là có 1 chiếc xe tải nhỏ bán yakitori ở siêu thị.
• Junno rất thích chơi bi-a. và chơi rất khá bộ môn này.
• Junno có một khả năng tự nhiên về thể thao.
• Tháng 4 năm 2006, Junno bắt đầu tập tennis cho bộ phim thể thao "Happy!" của mình dưới sự chỉ dẫn của 1 vận động viên chuyên nghiệp. Và Junno được khen rằng " Cậu có đủ khả năng để trở thành chuyên nghiệp".
• Khả năng đặc biệt của Junno là "dajaring" (vừa tung hứng bóng vừa chơi chữ) và "tappuring" (vừa nhảy tap dance vừa chơi chữ). Kỹ năng "tappuring" này đã được Junno biểu diễn rất tốt trong KAT-TUN concert Kaizokuban, từ năm 2004 đến năm 2005.
• Junno có 1 anh trai và 3 chị gái.
• Ở trường trung học Junno đã tham gia đội bóng rổ.

## Hoạt động
• Junno gia nhập Johnny’s Entertainment vào ngày 16 tháng 5 năm 1999. Lý do Junno gửi đơn gia nhập là do Junno là 1 fan của SMAP sau khi xem chương trình "SMAPxSMAP" khi học lớp 6
•	Là 1 Junior, từ năm 2000, Junno đã ở trong rất nhiều nhóm khác nhau như: "Beautiful American Dreams" (B.A.D), (cùng với thành viên cùng nhóm KAT-TUN là Taguchi Junnosuke). Junno cũng được chọn làm catcher trong đội bóng chày từ thiện J2000 cùng với Kamenashi Kazuya, và Akanishi Jin – cũng là thành viên của KAT-TUN. Và nhóm Dajare troop (trong Shounen Club)
•	Năm 2001, Junno được chọn là thành viên của KAT-TUN, một nhóm nhạc được thành lập làm nhóm nhảy phụ cho Domoto Koichi trong "Pop Jam".
•	Năm 2002 Junno đã diễn 1 vai phụ trong bộ phim điện ảnh Mouhouhan.
• Năm 2004, Junno bị chấn thương ở đầu gối bên trái và phải làm phẫu thuật vào ngày 13 tháng 2.
•	Vào ngày 22 tháng 3,2006, cuối cùng Junno đã chính thức được ra mắt cùng với các thành viên khác của KAT-TUN, khi ra mắt bằng đĩa đơn "Realface".
•	Tháng 10,2007, Junno them gia diễn xuất trong bộ phim "Yukan club" (Với thành viên cùng nhóm Akanishi Jin). Sau đó, Junno đã được nhận giải Diễn viên phụ xuất sắc nhất trong lễ trao giải Nikkan Sports Drama Grand Prix lần thứ 13.

## Phim điện ảnh
- Mouhouhan (2002)

## Phim truyền hình
- Omae no yukichi ga naiteiru (TV Asahi, 2001)
- Shounen wa Tori ni Natta (TBS, 2001)
- Ganbatte Ikimasshoi (2005) - replacing Hiroki Uchi
- Happy! (2006) SP
- Happy! 2 (2006) SP
- Hanayome to Papa (2007)
- Yukan Club (also known as Leisure Club) vai Bido Granmarie (2007)

## Nhạc kịch
2000 MILLENNIUM SHOCK
• Nov 2000, Tokyo Empire Theatre - diễn viên phụ
2001-2002 SHOW geki SHOCK
• Dec 2001 – Jan 2002, Tokyo Empire Theatre - diễn viên phụ
2002 SHOW geki SHOCK
• June 2002, Tokyo Empire Theatre - diễn viên phụ
2002 những chương trình khác 
• Aug 2002 Cameo appearance
2003 SHOCK ~is Real Shock~
• Jan-Feb 2003, Tokyo Empire Theatre - khách mời
2004 DREAM BOY
• Jan 8 – 31 & Apr 30 – May 7, Tokyo Empire Theatre
• May 8 – 23, Osaka Umeda Art Theater - diễn viên phụ
2005 Hey! Say! Dream Boy
• Apr 27 - May 15, Osaka Umeda Art Theater - khách mời
2006 Dream Boys
• Jan 3 – 29, Tokyo Empire Theatre - diễn viên phụ

## Quảng cáo
- Lotte

o "Crunky" (2002 – đến nay)
o "Plus X" (2003 đến nay)
o "Korogariita" (2006 – đến nay)
- ROHTO Pharmaceutical Co.

o "Mogidate kajitsu" (2005)
o "Rohto C cube" (2005 – đến nay)
o "Sesera" (2007)
- Sky Perfect Communications

o "Sky Perfect!TV" (2006)
o "Sky Perfect! Antene toritsuke 0 yen campaign" (2006)
- NTT DoCoMo

o "FOMAnew9" (2006)
o "FOMA903i" (2006)

## Chương trình phát thanh (Radio)
• KAT-TUN Style (Oct 1, 2007 – đến nay; Nippon Broadcasting System)
• The 33rd Nippon Broadcasting radio charity music-thon (Dec 24-25, 2007; Nippon Broadcasting System)

## Đĩa đơn, Album, DVD
Mọi hoạt động cùng với KAT-TUN bạn có thể xem tại phần tương ứng của nhóm KAT-TUN

## Bài hát cá nhân
• Bebop time
• Yoake mae
• Chikaigokoro
• 誓心 (Seishin)
• Samurai love attack (phát hành trong album thứ hai của KAT-TUN – "cartoon KAT-TUN Ⅱ You")
• 夏の場所 (Natsu no Basho) (phát hành trong album thứ ba của KAT-TUN – "KAT-TUN III -QUEEN OF PIRATES-")
• Wind (phát hành trong album thứ tư của KAT-TUN - "Break the record - by you and for you")

## Giải thưởng
• 11th Nikkan Sports Drama Grand Prix (Phim Mùa thu 2007): Diễn viên phụ xuất sắc nhất với phim Yukan Club

## Chú giải
1. ↑  Akanishi trở lại Nhật Bản Lưu trữ ngày 22 tháng 2 năm 2012 tại Wayback Machine, Tokyograph, Sports Hochi; truy cập 1 tháng 8 năm 2008.